# Plautia Papiria
La lex Plautia Papiria o també anomenada Silvanis et Carbonis i Silvania Carbonia, va ser una llei romana proposada l'any 89 aC pels tribuns de la plebs Marc Plauci Silvà i Gai Papiri Carbó quan eren cònsols Gneu Pompeu Estrabó i Luci Porci Cató Salonià. La llei disposava concedir la ciutadania romana als inscrits en les ciutats federades i als domiciliats a Itàlia si en seixanta dies es presentaven davant el pretor.